# Hellfried Heilfort
Hellfried Heilfort (* 10. April 1955 in Groitzsch) ist ein ehemaliger deutscher Sportschütze. Er gewann mit dem Kleinkalibergewehr 1980 eine olympische Silbermedaille.

## Sportkarriere
Heilfort fand durch seinen Bruder zum Schießsport. Er startete für den Klub für Sportschießen der GST in Leipzig. 1972 siegte er bei der Spartakiade, 1976 gewann er seinen ersten DDR-Meistertitel im Dreistellungskampf. Nachdem Heilfort 1979 erneut DDR-Meister geworden war, startete er bei den Olympischen Spielen 1980 in Moskau in beiden Kleinkaliber-Disziplinen. Im Wettkampf aus der Liegend-Position erreichten der Ungar Károly Varga und Heilfort den Weltrekord von 599 Ringen. Varga hatte in der zweiten Serie eine 9 geschossen, Heilfort in der vorletzten; gemäß der Regel, dass der letzte Treffer entscheidet, gewann Varga die Goldmedaille und Heilfort erhielt Silber. Zwei Tage später belegte Heilfort den siebten Platz im Dreistellungskampf. Heilfort gewann 1984 und 1986 zwei weitere DDR-Titel im Dreistellungskampf, 1984 gewann er seinen einzigen Titel aus der Liegend-Position. Heilfort beendete seine Karriere, als er Ende der 1980er Jahre in den neu eingeführten Finalwettkämpfen keine Erfolge hatte.

## Auszeichnungen
- 1973: Ernst-Schneller-Medaille in Bronze[2]
- 1980: Vaterländischer Verdienstorden der DDR in Bronze[3][2]
- 1983: Ernst-Schneller-Medaille in Gold[2]